# Quintanas de Gormaz
Quintanas de Gormaz est une commune espagnole de la province de Soria en Castille-et-León.